# Mistrzostwa Ameryki Południowej w Lekkoatletyce 1997
 39. Mistrzostwa Ameryki Południowej w Lekkoatletyce – zawody lekkoatletyczne rozgrywane w Mar del Plata w Argentynie w 1997 roku.

## Rezultaty

### Mężczyźni
| Konkurencja                   | Złoto              | Złoto      | Srebro              | Srebro     | Brąz                    | Brąz       |
| Bieg na 100 m                 | Sebastián Keitel   | 10.30      | André da Silva      | 10.32      | Carlos Gats             | 10.46      |
| Bieg na 200 m                 | Claudinei da Silva | 21.06      | Sebastián Keitel    | 21.13      | Sidnei Telles de Souza  | 21.32      |
| Bieg na 400 m                 | Sanderlei Parrela  | 46.17      | Carlos Zbinden      | 47.33      | Gustavo Aguirre         | 47.52      |
| Bieg na 800 m                 | Valdinei da Silva  | 1:46.89    | Flavio Godoy        | 1:48.50    | Manuel Balmeceda        | 1:51.58    |
| Bieg na 1500 m                | Edgar de Oliveira  | 3:47.76    | José Valente        | 3:50.64    | Pablo Ramírez           | 3:51.85    |
| Bieg na 5000 m                | Eduardo Carrasco   | 14:08.48   | Néstor García       | 14:15.56   | Pedro Rojas             | 14:17.48   |
| Bieg na 10 000 m              | Eduardo Carrasco   | 29:07.77   | Emerson Iser Bem    | 29:10.67   | Pedro Rojas             | 29:11.74   |
| Bieg na 3000 m z przeszkodami | Wander Moura       | 8:35.40    | Pablo Ramírez       | 8:48.50    | Julián Peralta          | 8:54.64    |
| Bieg na 110 m przez płotki    | Luiz André Balcers | 13:76      | Paulo Villar        | 14.31      | Márcio de Souza         | 14.37      |
| Bieg na 400 m przez płotki    | Eronilde de Araújo | 49.35      | Cleverson da Silva  | 49.85      | Carlos Zbinden          | 50.11      |
| Chód na 20 000 m              | Héctor Moreno      | 1:23:06.73 | Sérgio Galdino      | 1:23:28.06 | Cláudio Bertolino       | 1:28:02.74 |
| Sztafeta 4 x 100 m            | Brazylia           | 40.07      | Chile               | 40.08      | Argentyna               | 40.11      |
| Sztafeta 4 x 400 m            | Brazylia           | 3:04.20    | Chile               | 3:07.98    | Kolumbia                | 3:09.10    |
| Skok wzwyż                    | Gilmar Mayo        | 2.26       | Fabrício Romer      | 2.15       | Wagner Príncipe         | 2.15       |
| Skok o tyczce                 | Oscar Veit         | 4.85       | Fernando Pastoriza  | 4.80       | Sebastián Ortiz         | 4.70       |
| Skok w dal                    | Nelson Ferreira    | 7.84       | Márcio da Cruz      | 7.59       | Yesid Cossio            | 7.32       |
| Trójskok                      | Anísio Silva       | 16.24      | Márcio Cardoso      | 15.89      | Alejandro Gats          | 14.99      |
| Pchnięcie kulą                | Édson Miguel       | 17.44      | Marco Antonio Verni | 16.82      | Andrés Solo de Zaldívar | 15.64      |
| Rzut dyskiem                  | Ramón Jiménez      | 57.32      | Marcelo Pugliese    | 54.18      | Julio Piñero            | 53.00      |
| Rzut młotem                   | Juan Cerra         | 68.92      | Adrián Marzo        | 66.36      | Eduardo Acuña           | 59.72      |
| Rzut oszczepem                | Nery Kennedy       | 75.08      | Luiz da Silva       | 74.88      | Luis Lucumí             | 74.00      |
| Dziesięciobój                 | Alejandro Acosta   | 6546 pkt.  | Santiago Lorenzo    | 6495 pkt.  | Alexis Recioy           | 6433 pkt.  |

### Kobiety
| Konkurencja                | Złoto                    | Złoto     | Srebro                             | Srebro    | Brąz                | Brąz      |
| Bieg na 100 m              | Lucimar de Moura         | 11.47     | Felipa Palacios                    | 11.48     | Zandra Borrero      | 11.75     |
| Bieg na 200 m              | Felipa Palacios          | 23.20     | Lucimar de Moura                   | 23.51     | Olga Conte          | 23.90     |
| Bieg na 400 m              | Olga Conte               | 53.41     | Maria Magnólia Figueiredo          | 53.49     | Norfalia Carabalí   | 54.47     |
| Bieg na 800 m              | Luciana Mendes           | 2:03.56   | Mercy Colorado                     | 2:06.90   | Fátima dos Santos   | 2:09.08   |
| Bieg na 1500 m             | Janeth Caizalitín        | 4:33.65   | Niusha Mancilla                    | 4:34.90   | Célia dos Santos    | 4:35.29   |
| Bieg na 5000 m             | Stella Castro            | 15:48.82  | Erika Olivera                      | 15:52.27  | Elisa Cobanea       | 16:05.51  |
| Bieg na 10 000 m           | Stella Castro            | 33:24.07  | Erika Olivera                      | 33:56.98  | Mónica Cervera      | 36:39.25  |
| Bieg na 100 m przez płotki | Verónica Depaoli         | 13.41     | Maurren Maggi                      | 13.65     | Vânia da Silva      | 13.95     |
| Bieg na 400 m przez płotki | Verónica Depaoli         | 59.05     | Maria dos Santos                   | 59.62     | Marise da Silva     | 60.00     |
| Sztafeta 4 x 100 m         | Kolumbia                 | 44.58     | Brazylia                           | 45.21     | Argentyna           | 46.18     |
| Sztafeta 4 x 400 m         | Kolumbia                 | 3:36.71   | Brazylia                           | 3:38.18   | Argentyna           | 3:40.72   |
| Skok wzwyż                 | Solange Witteveen        | 1.89      | Delfina Blaquier Orlane dos Santos | 1.83      |                     |           |
| Skok o tyczce              | Déborah Gyurcsek         | 3.85      | Alejandra García                   | 3.50      | Mariela Laurora     | 3.45      |
| Skok w dal                 | Maurren Maggi            | 6.54      | Andrea Ávila                       | 6.26      | Mónica Falcioni     | 6.25      |
| Trójskok                   | Andrea Ávila             | 13.76     | Maria de Souza                     | 13.72     | Luciana dos Santos  | 13.30     |
| Pchnięcie kulą             | Elisângela Adriano       | 18.16     | Alexandra Amaro                    | 16.34     | Silvana Filippi     | 13.81     |
| Rzut dyskiem               | Elisângela Adriano       | 58.46     | Liliana Martinelli                 | 52.26     | María Eugenia Giggi | 45.80     |
| Rzut młotem                | María Eugenia Villamizar | 55.48     | Karina Moya                        | 54.30     | Zulma Lambert       | 50.64     |
| Rzut oszczepem             | Zuleima Araméndiz        | 56.66     | Sabina Moya                        | 55.30     | Mariela Arch        | 54.08     |
| Siedmiobój                 | Euzinete dos Reis        | 5549 pkt. | Zorobabelia Córdoba                | 5428 pkt. | Joelma Souza        | 4380 pkt. |

## Klasyfikacja medalowa
| Klasyfikacja medalowa | Klasyfikacja medalowa | Klasyfikacja medalowa | Klasyfikacja medalowa | Klasyfikacja medalowa | Klasyfikacja medalowa |
| --------------------- | --------------------- | --------------------- | --------------------- | --------------------- | --------------------- |
| Miejsce               | Kraj                  |                       |                       |                       | Razem                 |
| 1                     | Brazylia              | 18                    | 19                    | 9                     | 46                    |
| 2                     | Kolumbia              | 9                     | 4                     | 7                     | 20                    |
| 3                     | Argentyna             | 8                     | 9                     | 17                    | 34                    |
| 4                     | Chile                 | 3                     | 7                     | 3                     | 13                    |
| 5                     | Paragwaj              | 2                     | 0                     | 0                     | 2                     |
| 6                     | Ekwador               | 1                     | 3                     | 2                     | 6                     |
| 7                     | Urugwaj               | 1                     | 1                     | 3                     | 5                     |
| 8                     | Boliwia               | 1                     | 1                     | 0                     | 2                     |
| 9                     | Peru                  | 0                     | 0                     | 1                     | 1                     |